# Akustische Impedanz
In der Akustik sind drei unterschiedliche spezielle Definitionen der Impedanz – als Widerstände, die der Ausbreitung von Schwingungen in einem bestimmten Umfeld entgegenwirken – gebräuchlich. Einflüsse auf die Impedanz haben die Eigenschaften des Ausbreitungsmediums, Hindernisse, Übergänge zu anderen Ausbreitungsmedien sowie Gegenstände, Flächen bzw. Bereiche mit bestimmten akustischen Eigenschaften.

## Allgemeines zur Impedanz
Die Impedanz ist eine komplexe Größe, die sich zusammensetzt aus der Resistanz R (Realteil) und der Reaktanz X (Imaginärteil):
{\displaystyle {\underline {Z}}=R+iX}
Den Kehrwert der Impedanz bezeichnet man als Admittanz Y:
{\displaystyle {\underline {Y}}={{\underline {Z}}^{-1}}={\frac {1}{\underline {Z}}}}

## Akustische Feldimpedanz
Die akustische Feldimpedanz ZF, auch Schallkennimpedanz genannt, beschreibt den Widerstand, der der Schallausbreitung im (freien) Schallfeld entgegengesetzt wird. Sie ergibt sich aus dem Quotienten von Schalldruck p und Schallschnelle v:
{\displaystyle {\underline {Z_{F}}}={\frac {\ {\underline {p}}\ }{\ {\underline {v}}\ }}\qquad \left[{\frac {{\text{N}}\,{\text{s}}}{{\text{m}}^{3}}}={\frac {\text{kg}}{{\text{m}}^{2}\,{\text{s}}}}\right]}
Schalldruck und Schallschnelle und damit auch die akustische Feldimpedanz werden hierbei als komplexe Größen beschrieben, die von der Frequenz f abhängen:
{\displaystyle {\underline {p}}(f)=|p(f)|e^{i\varphi _{p}(f)}}
{\displaystyle {\underline {v}}(f)=|v(f)|e^{i\varphi _{v}(f)}}
{\displaystyle \Rightarrow {\underline {Z_{F}}}(f)={\frac {|p(f)|}{|v(f)|}}e^{i(\varphi _{p}(f)-\varphi _{v}(f))}}
Befinden sich Schalldruck und Schallschnelle in Phase ({\displaystyle \varphi _{p}=\varphi _{v}}), so ist die akustische Feldimpedanz eine reelle Größe.
Im freien Schallfeld wird die akustische Feldimpedanz durch die Eigenschaften des Ausbreitungsmediums bestimmt:
{\displaystyle Z_{F}=\rho \cdot c}
mit
- ρ: Dichte
- c: Schallgeschwindigkeit.

Je größer der Unterschied zweier Materialien (z. B. Luft, Wasser) in ihrer Feldimpedanz ist, desto größer der Anteil der Schallenergie, der beim Aufprall von Schallwellen auf eine Grenzfläche (z. B. von Luft auf Wasser) reflektiert wird; der andere Teil wird durchgelassen. Für das genannte Beispiel ist die Impedanz von Wasser etwa 3000-mal höher als die von Luft, wodurch der größte Teil der Schallenergie reflektiert wird. (Daher können wir unter Wasser zwar alle Geräusche gut hören, die im Wasser entstehen, aber praktisch keine Geräusche wahrnehmen, die aus der Luft stammen.)

## Akustische Flussimpedanz
Die akustische Flussimpedanz ZA, auch einfach als akustische Impedanz bezeichnet, beschreibt den Widerstand, welcher der Schallausbreitung in Rohren entgegengesetzt wird. Sie ergibt sich als Quotient von Schalldruck p und Schallfluss q:
{\displaystyle {\underline {Z_{A}}}={\frac {\ {\underline {p}}\ }{\ {\underline {q}}\ }}\qquad \left[{\frac {{\text{N}}\,{\text{s}}}{{\text{m}}^{5}}}={\frac {\text{kg}}{{\text{m}}^{4}\,{\text{s}}}}\right]}
Akustische Flussimpedanz, Schalldruck und Schallfluss werden hierbei als komplexe Größen beschrieben, die von der Frequenz und dem Phasenwinkel φ abhängen:
{\displaystyle {\underline {p}}(f)=\left|p(f)\right|e^{i\varphi _{p}(f)}}
{\displaystyle {\underline {q}}(f)=\left|q(f)\right|e^{i\varphi _{q}(f)}}
{\displaystyle \Rightarrow {\underline {Z_{A}}}(f)={\frac {\left|p(f)\right|}{\left|q(f)\right|}}e^{i\left(\varphi _{p}(f)-\varphi _{q}(f)\right)}}
Befinden sich Schalldruck und Schallfluss in Phase, so ist die akustische Flussimpedanz eine reelle Größe.

## Mechanische Impedanz
Die mechanische Impedanz ZM beschreibt den Widerstand, der der Ausbreitung mechanischer Schwingungen z. B. von Lautsprechermembranen, Mikrofonen, Gehörknöchelchen oder mechanischen Filtern entgegengesetzt wird. Sie ergibt sich als Quotient von Kraft F und Geschwindigkeit v:
{\displaystyle {\underline {Z_{M}}}={\frac {\ {\underline {F}}\ }{\ {\underline {v}}\ }}\qquad \left[{\frac {{\text{N}}\,{\text{s}}}{\text{m}}}={\frac {\text{kg}}{\text{s}}}\right]}
Mechanische Impedanz, Kraft und Geschwindigkeit werden hierbei als komplexe Größen beschrieben, die von Frequenz und Phasenwinkel abhängen:
{\displaystyle {\underline {F}}(f)=|F(f)|e^{i\varphi _{F}(f)}}
{\displaystyle {\underline {v}}(f)=|v(f)|e^{i\varphi _{v}(f)}}
{\displaystyle \Rightarrow {\underline {Z_{M}}}(f)={\frac {|F(f)|}{|v(f)|}}e^{i(\varphi _{F}(f)-\varphi _{v}(f))}}
Befinden sich Kraft und Geschwindigkeit in Phase, so ist die mechanische Impedanz eine reelle Größe.